# Tajemný cizinec
Tajemný cizinec je označení pro nedokončené dílo (novelu či fantasy román) amerického spisovatele Marka Twaina. Pracoval na něm s přestávkami mezi roky 1897 a 1908. Příběh existuje v několika verzích, všechny spojuje nadpřirozená postava vystupující pod jmény Satan, Číslo 44 nebo Filip Traum.
První tištěná verze díla byla vydána v USA posmrtně, v roce 1916, Twainovým životopiscem Albertem Bigelowem Painem, který upravil a spojil části původních Twainových rukopisů. Kniha vyšla pod názvem Mysterious Stranger, A Romance, což může být román, romance (středověká povídka) nebo taky pohádka, fantazie či dobrodružný román.
V roce 1969 vydala Kalifornská univerzita úplné kritické vydání pod názvem The Mysterious Stranger Manuscripts, které na základě Twainových rukopisů, zápisků a poznámek sestavil William M. Gibson.

## Verze díla
Mark Twain rozepsal několik verzí Tajemného cizince.
„Nultá“ verze, označovaná St. Petersburg Fragment, představuje 19 stránek rukopisu; později Twain změnil místo děje i jména postav a upravený text vložil do verze The Chronicle of Young Satan.
První verze, nazvaná The Chronicle of Young Satan, pojednává o mladém Satanovi, synovci onoho nechvalně známého Satana, který se v roce 1702 ocitne v zapadlé vesnici v Rakousku. Příběh náhle končí uprostřed scény, kdy se Satan dostane na oslavu indického prince. V tomto místě Twain zanechal psaní a začal znovu.
Druhá, nejkratší verze, nazvaná Schoolhouse Hill, se nese v lehčím tónu. Vystupují tu známé Twainovy postavy Huckleberry Finn a Tom Sawyer. Seznamují se s novým spolužákem (tentokrát jde o syna toho známého Satana, a již zde má ve jméně číslovku 44), jenž se vrátil na zem, aby částečně odčinil škodu, kterou způsobil jeho otec.
Třetí, nejdelší verze se jmenuje No. 44, The Mysterious Stranger. Děj se vrací do Rakouska (tentokrát do roku 1490). Odehrává se v tiskařské dílně. Tato verze si mimo jiné pohrává s myšlenkou rozdělení nitra člověka na „Waking Self“ (Bdící) a „Dream Self“ (Snící). Tato verze je sice již z hlediska příběhu uzavřená, je ale příliš rozvleklá a sotva ji lze považovat za zralou pro tisk.

## Painova verze
Tajemný cizinec byl poprvé vydán v roce 1916 jako výsledek úprav Alberta Bigelowa Paina, který měl tehdy výhradní přístup k rukopisům ze spisovatelovy pozůstalosti. Paine spojil první verzi (Kroniku mladého Satana) s poslední kapitolou třetí verze (Číslo 44) a vzniklý hybrid nazval Tajemný cizinec. Paine text asi o čtvrtinu zkrátil. Děj přesadil do roku 1590. Přidal postavu astrologa a přenesl na něj většinu záporných vlastností pátera Adolfa. Své zásahy ale zamlčel. William M. Gibson neváhal označit Painovu verzi za „editorský podvod“, i když jí neupírá schopnost „dojmout a esteticky uspokojit“.

### Děj Painovy verze
Děj Tajemného cizince není epický, nejde o žádnou vystavěnou zápletku, spíše jde o filozofické úvahy psané románovou formou. Jde o řadu symbolů, odkazů a paralel na reálné fungování života, něco jako popis ne příliš zábavného Kocourkova. Je to také ostrý útok proti pokrytectví organizovaného náboženství, což bylo téma objevující se v Twainových textech často.
Děj se odehrává v roce 1590 v rakouské vesnici Eseldorf („Oslov“), kde stále ještě „trvá středověk“. Děti tam školou nijak netrápí, spíše je učí být dobrými křesťany, neboli nemyslet, nebádat, nemít vlastní názor, ale poslouchat, neptat se a začlenit se do stáda.
Jednoho dne trojice chlapců – vypravěč Theodor Fischer, Nikolaus Bauman a Seppi Wohlmeyer – potká zvláštního mladíka, který se představil jako Satan – synovec vládce pekel. Satan má magické schopnosti – zdá se, že je všemocný – a dokáže předvídat budoucnost. Předpoví řadu nešťastných událostí, které postihnou lidi z vesnice. 
Satan se s běžnými lidskými morálními zásadami zcela míjí. Lidský „Mravní smysl“ („Moral Sense“, Twainem důsledně psáno s velkými písmeny) popisuje Satan jako schopnost rozlišovat dobro a zlo, kterou ovšem člověk využívá tak, že v devíti případech z deseti se rozhodne pro zlo.
S obyvateli vesnice si Satan často pohrává jako s nepatrnými červy; jediní, koho si oblíbil, jsou oni tři chlapci. Těm pak díky svým schopnostem demonstruje své velmi skeptické názory na lidstvo, které se časem ukážou jako přesné a pravdivé. Satan je schopen i milosrdných skutků, například tehdy, když se rozhodne ušetřit Nikolase ochrnutí, které by jej postihlo po záchraně tonoucí dívky, a rozhodne se jej místo dlouhého živoření raději nechat utopit.
V poslední kapitole Satan odhalí svou pravou totožnost – prozradí, že je jen myšlenka, jen sen, který se rozplyne, stejně jako celý svět; neexistuje žádný bůh, žádný vesmír, žádný lidský rod, žádný pozemský život, žádné nebe, žádné peklo. „Je to jen sen – neexistuje nic než jen ty – a ty jsi jen myšlenka, bludná myšlenka, zbytečná myšlenka, myšlenka bez domova… bloudící osaměle prázdnou věčností.“

## Česká vydání
- Tajemný cizinec. Naše vojsko, 1961 (sbírka povídek, obsahuje Painovu verzi; překlad Zdeněk Urbánek)
- Tajemný cizinec. Maťa, 2015 (Painova verze; překlad Zdeněk Urbánek). ISBN 978-80-7287-203-9
- Tajemný cizinec. Dramatizace pro Český rozhlas z roku 2000:  překlad: Zdeněk Urbánek, účinkují: Jan Hartl a Boris Rösner,  hudba: Dana Stuchlíková, režie: Dimitrij Dudík. Dostupné online